# Chrám svatého Mikuláše (Kronštadt)
Chrám svatého Mikuláše v Kronštadtu je pravoslavný chrám v malém městečku Kronštadt, které se nachází na ostrově nedaleko Petrohradu. Znám je též i jako tzv. Mořský chrám.

## Historie
Chrám je dominantou celého městečka. Na tomto místě bylo postaveno již několik staveb, které sloužily k náboženským účelům. Současný chrám byl zbudován v letech 1903 až 1913 v novobyzantském architektonickém stylu. Předlohou mu byl byzantský chrám Hagia Sofia (Chrám Boží Moudrosti) v Istanbulu (Konstantinopoli). Chrám má až 11 kupolí a nejvyšší z nich dosahuje výšky 70 metrů. Pojme až 5 000 věřících. V roce 1929 komunisté chrám odebrali ze správy církve odebrali a zřídili v jeho prostorách kinosál, který pojmenovali na počest sovětského spisovatele Maxima Gorkého. Od roku 1974 bylo v chrámu zřízeno námořní muzeum.
Po roce 1990 se ruská pravoslavná církev snažila o navrácení chrámu. V roce 2002 se na hlavní kopuli chrámu podařilo instalovat kříž a v roce 2005 se v něm sloužila první pravoslavná bohoslužba. Chrám je od té doby otevřený při zvláštních příležitostech.